# صورتک‌ها (فیلم ۱۹۲۹)
«صورتک‌ها» (انگلیسی: Masks) یک فیلم است که در سال ۱۹۳۰ منتشر شد.